# Pedja
Pedja är en by (estniska: küla) i Jõgeva kommun i landskapet Jõgevamaa i östra Estland. Byn ligger vid järnvägen mellan Tapa och Tartu och vid ån Pedja jõgi.
I kyrkligt hänseende hör byn till Laiuse församling inom den Estniska evangelisk-lutherska kyrkan.